# Ferrovia Ainokaze Toyama
La Ferrovia Ainokaze Toyama (あいの風とやま鉄道?, Ainokaze Toyama Tetsudō) è una compagnia ferroviaria giapponese del terzo settore, la cui sede è nella città di Toyama, che gestisce una linea ferroviaria nella prefettura di Toyama.

## Storia
L'azienda è stata fondata il 24 luglio 2012. Il 30 maggio 2013 il nome della società viene cambiato in "Ferrovia Ainokaze Toyama", la parola Ainokaze si riferisce ad una brezza da nord-est che soffia nella regione in primavera e in estate, ed è menzionata nella raccolta di poesie giapponesi Man'yōshū. Il 28 febbraio 2014 il Ministero del territorio, delle infrastrutture, dei trasporti e del turismo ha formalmente concesso alla società la licenza di esercizio ferroviario.
Il 14 marzo 2015, con l'apertura della linea Hokuriku Shinkansen, parte della linea principale Hokuriku è stata trasferita ad altre compagnie. La Ferrovia Ainokaze Toyama ha rilevato la sezione tra Kurikara - Ichiburi e l'ha rinominata linea ferroviaria Ainokaze Toyama.

## Linee ferroviarie
Dal 14 marzo 2015, la Ferrovia Ainokaze Toyama ha assunto il controllo delle operazioni passeggeri locali sulla sezione di 100,1 km della linea principale Hokuriku della JR West tra Ichiburi nella vicina prefettura di Niigata e Kurikara nella vicina prefettura di Ishikawa, con un totale di 23 stazioni.
- Linea ferroviaria Ainokaze Toyama (あいの風とやま鉄道線?): Kurikara - Ichiburi	(100,1 km, 23 stazioni)

## Materiale rotabile
I servizi sulla linea utilizzano una flotta di 16 treni elettrici a due carrozze della serie 521 e cinque a tre carrozze della serie 413 acquisiti dalla JR West che possono funzionare in corrente continua o alternata. I treni della serie 521 riceveranno una nuova livrea con un disegno a onda blu sul lato rivolto al mare (nord) e un disegno a onda verde sul lato rivolto alla terra (sud). Nell'agosto 2016 un treno della serie 413 è stato modificato come treno evento chiamato Toyama Emaki (とやま絵巻?). A partire dalla prima metà dell'anno fiscale 2018, un treno della serie 413 è stato completamente ristrutturato ed utilizzato come treno turistico rinominato 13.000-Shaku Monogatari (一万三千尺物語?, Ichi man san sen-shaku monogatari). Il nome del treno, 13.000 Shaku Monogatari, deriva dalla differenza di 4.000 metri tra la catena montuosa di Tateyama, che si trova a circa 3.000 metri dal suolo, e il fondo della baia di Toyama, che si trova a circa 1.000 metri sotto il livello del mare, espresso nel sistema shaku-kan. Vengono utilizzate anche due locomotive diesel della serie DE15 per la rimozione della neve.

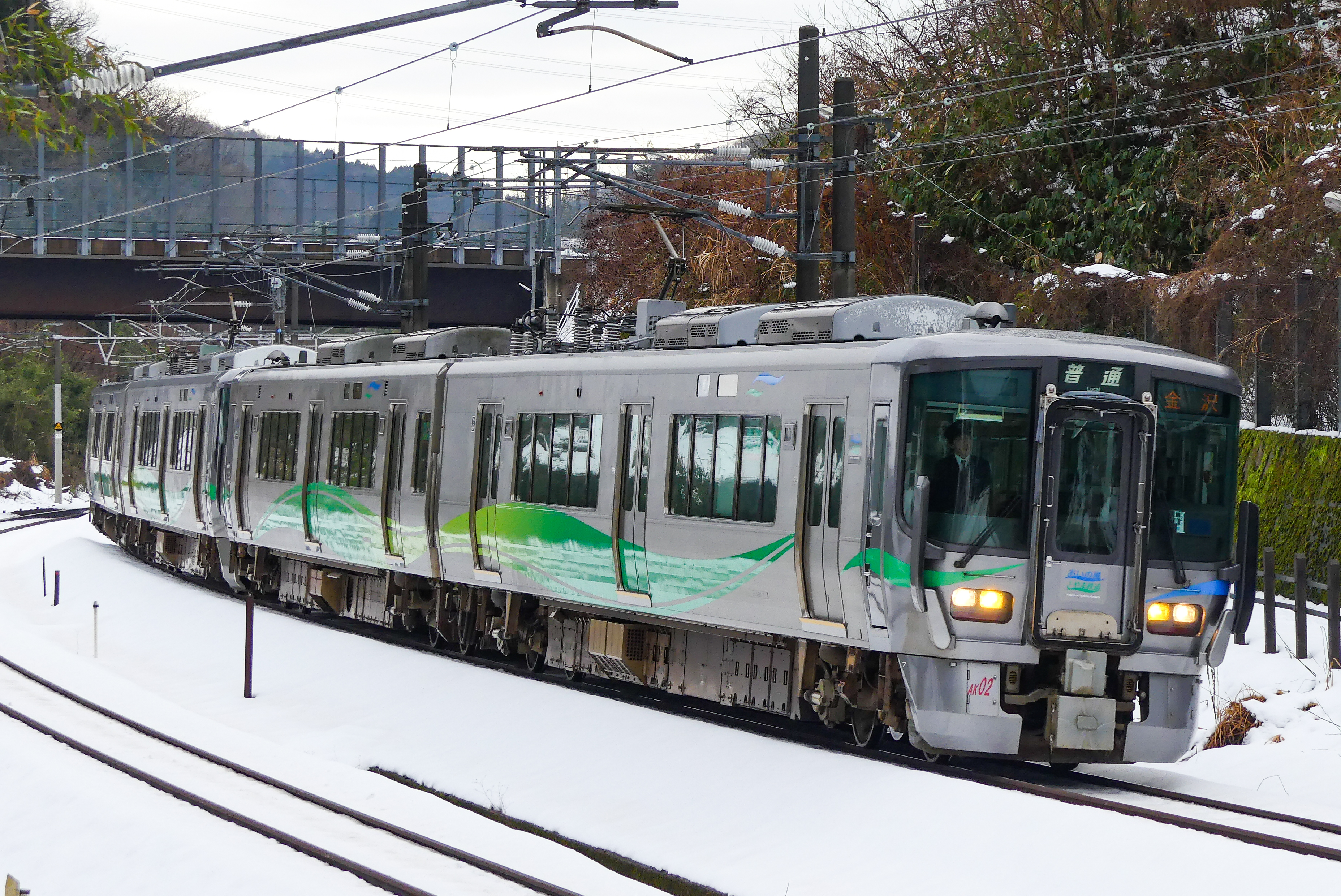
Serie 521
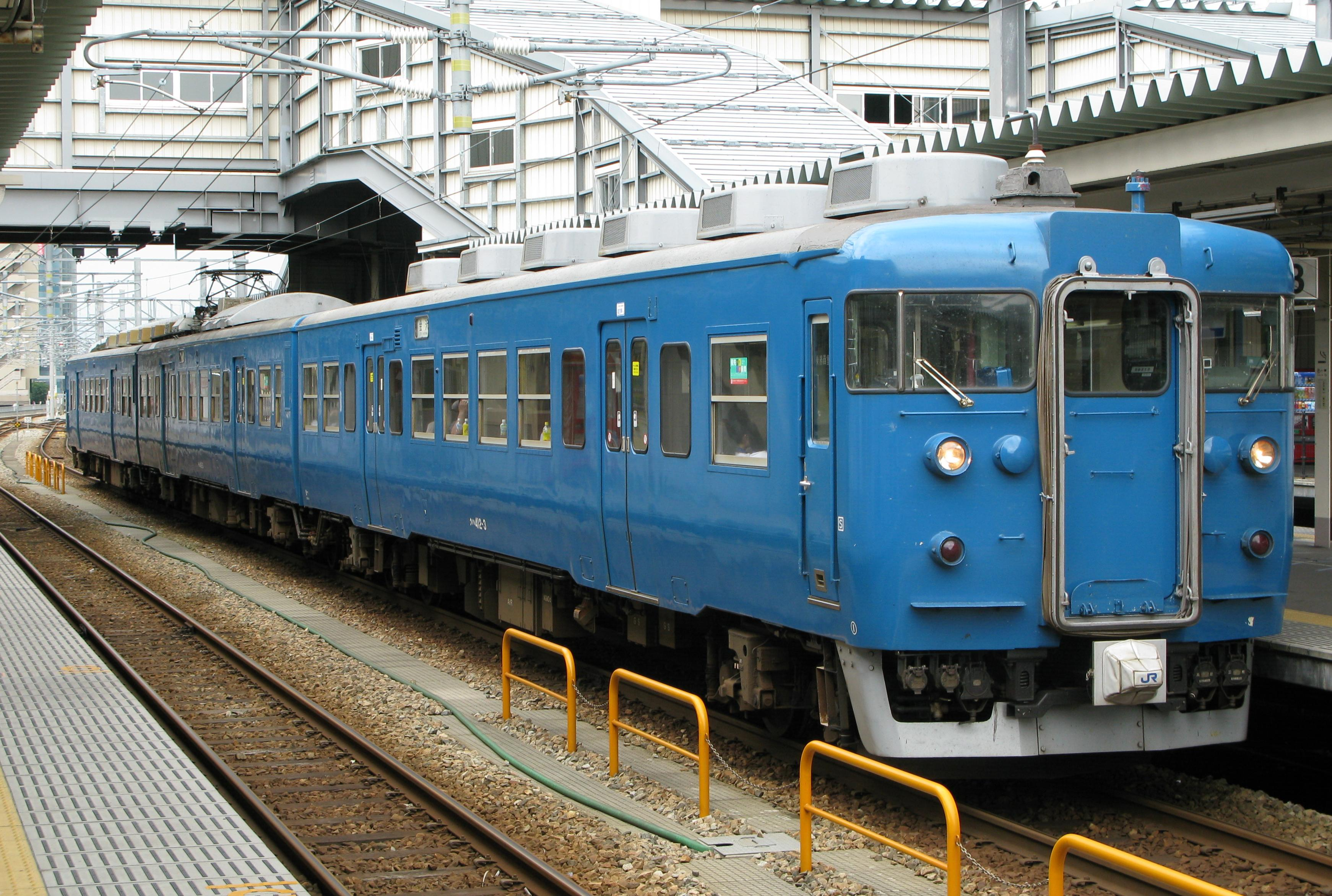
Serie 413
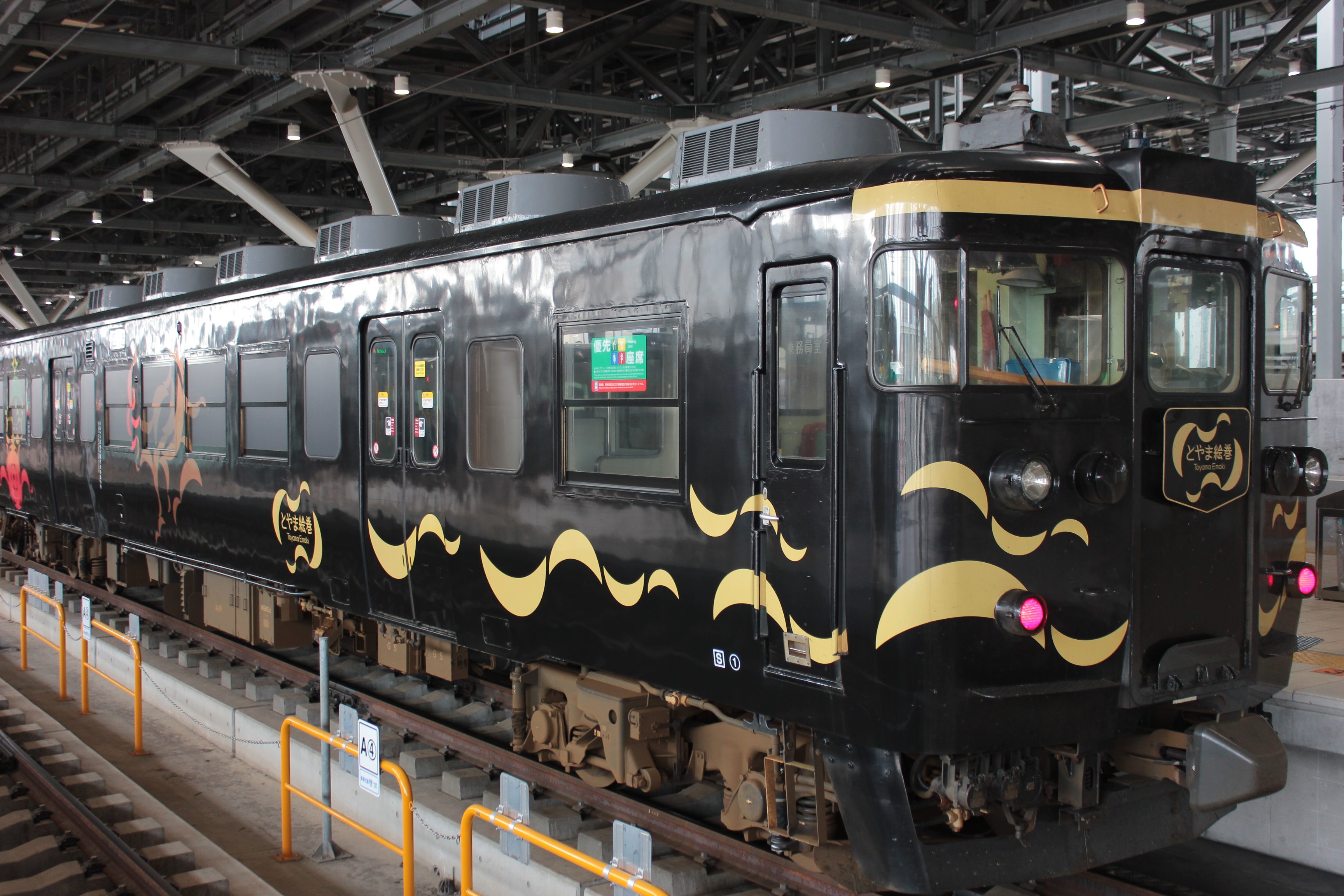
Toyama Emaki
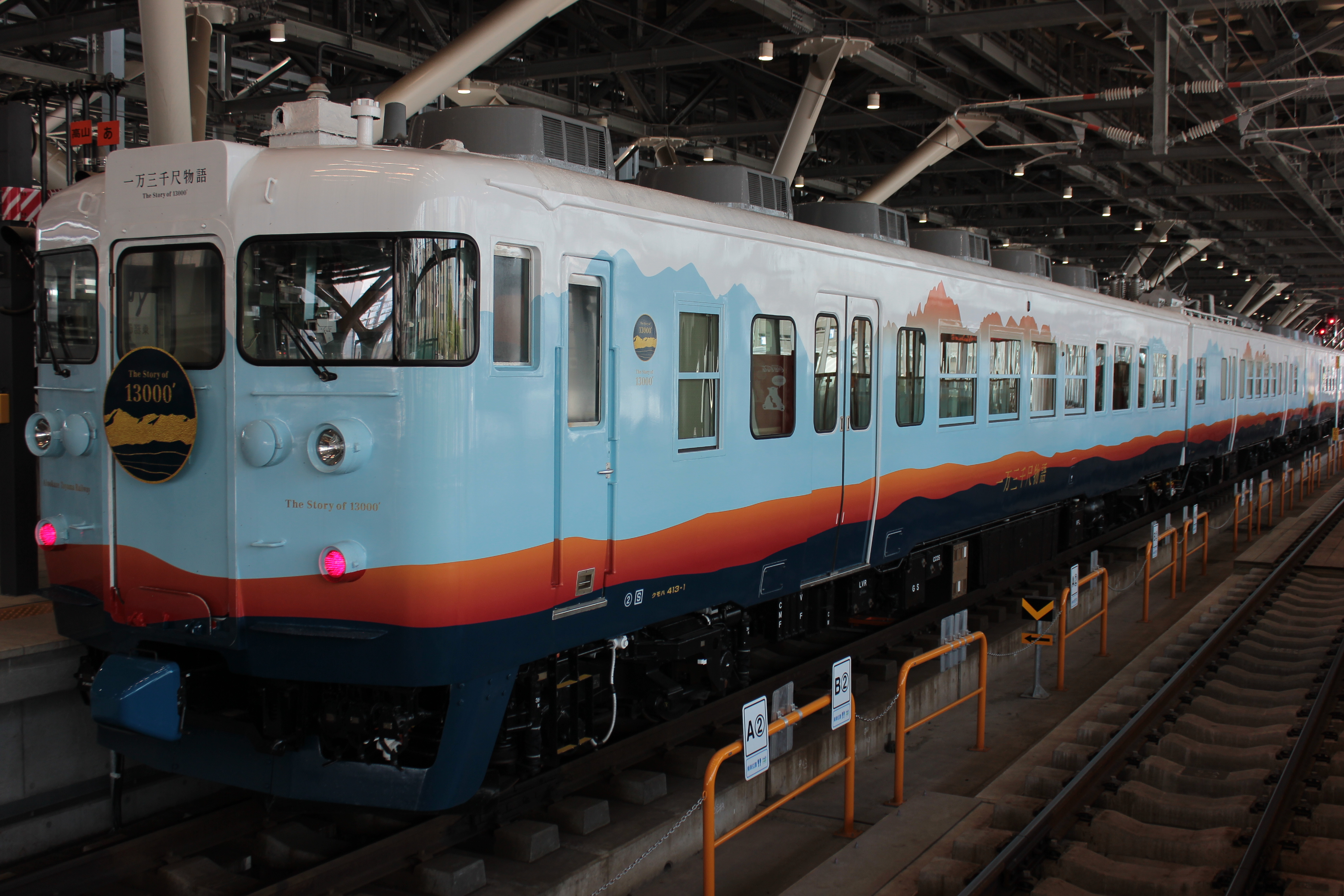
13.000-Shaku Monogatari

- Serie DE15

- Serie 521
- Serie 413
- Toyama Emaki
- 13.000-Shaku Monogatari